# ایرانیان (شبکه تلویزیونی)
شبکه ایرانیان، شبکه‌ای خصوصی به زبان فارسی بر روی ماهواره هاتبرد بود. این شبکه به ارائه آثار مجاز خواننده‌های داخل ایران می‌پرداخت. مجوز این شبکه از سوی وزارت فرهنگ و ارشاد اسلامی به صورت مشروط صادر شده‌بود اما با لغو این مجوز این شبکه تعطیل شد. دفتر این شبکه در تهران قرار داشت.
مهدی خزعلی در سال ۱۳۹۱ در مطلبی با عنوان «آقازاده و شبکه‌های ماهواره‌ای!» در وبلاگش نوشت که برادرش، علیرضا خزعلی ادعا کرده‌است که «این دو شبکه مال من نیست، هما متعلق به ژاپه یوسفی و ایرانیان متعلق به سعید کریمیان بوده‌است.» مجوز شبکه ماهواره‌ای ایرانیان از سوی وزارت ارشاد ایران صادر شده و پس از مدتی لغو شد.
رضا رشیدپور یکی از مجری‌های این شبکه بود.